# Jerzy Russyan
Jerzy Mieczysław Russyan (ur. 1945) – polski brydżysta, Arcymistrz Międzynarodowy (PZBS), Seniors International Master (WBF), European Grand Master w kategorii Seniors (EBL), zawodnik drużyny KURT-ROYCE Poznań.
W 2020 odznaczony Brązowym Krzyżem Zasługi.

## Wyniki brydżowe

### Zawody krajowe
W krajowych zawodach zdobył następujące lokaty:
| Drużynowe mistrzostwa Polski | Drużynowe mistrzostwa Polski | Drużynowe mistrzostwa Polski |
| Sezon                        | Drużyna                      | Pozycja                      |
| ---------------------------- | ---------------------------- | ---------------------------- |
| 1994                         | EKO Montex Łaziska           | 2                            |
| 1993                         | EKO Montex Łaziska           | 2                            |
| 1990/91                      | UNTS Warszawa                | 3                            |
| 1988/89                      | UNTS Warszawa                | 3                            |
| 1980/81                      | Warszawianka                 | 2                            |
| 1978/79                      | Warszawianka                 | 2                            |
| 1978                         | Warszawianka                 | 2                            |
| 1974                         | Warszawianka                 | 2                            |

| Puchar Polski | Puchar Polski | Puchar Polski |
| Rok           | Drużyna       | Pozycja       |
| ------------- | ------------- | ------------- |
| 1988          | UNTS Warszawa | 1             |
| 1980          | Warszawianka  | 1             |
| 1979          | Warszawianka  | 1             |

| Mistrzostwa Polski par | Mistrzostwa Polski par | Mistrzostwa Polski par | Mistrzostwa Polski par |
| Rok                    | Kategoria              | Partner                | Pozycja                |
| ---------------------- | ---------------------- | ---------------------- | ---------------------- |
| 2010                   | Seniorzy               | Aleksander Jezioro     | 1                      |
| 1998                   | Open                   | Witold Turant          | 1                      |
| 1972                   | Open                   | Stefan Doroszewicz     | 1                      |

| Mistrzostwa Polski Teamów - Patton | Mistrzostwa Polski Teamów - Patton | Mistrzostwa Polski Teamów - Patton |
| Rok                                | Kategoria                          | Pozycja                            |
| ---------------------------------- | ---------------------------------- | ---------------------------------- |
| 1992                               | Open                               | 1                                  |

### Olimpiady
Na olimpiadach uzyskał następujące rezultaty:
| Olimpiady brydżowe. Zawody teamów | Olimpiady brydżowe. Zawody teamów | Olimpiady brydżowe. Zawody teamów | Olimpiady brydżowe. Zawody teamów | Olimpiady brydżowe. Zawody teamów | Olimpiady brydżowe. Zawody teamów |
| Rok                               | Miejsce                           | Zawody                            | Kategoria                         | Drużyna                           | Pozycja                           |
| --------------------------------- | --------------------------------- | --------------------------------- | --------------------------------- | --------------------------------- | --------------------------------- |
| 2012                              | Lille                             | 2. Olimpiada Sportów Umysłowych   | Seniorzy                          | Poland                            | 9                                 |

### Zawody światowe
W światowych zawodach zdobył następujące lokaty:
| Zawody Światowe. Konkurencja teamów | Zawody Światowe. Konkurencja teamów | Zawody Światowe. Konkurencja teamów | Zawody Światowe. Konkurencja teamów | Zawody Światowe. Konkurencja teamów | Zawody Światowe. Konkurencja teamów |
| Rok                                 | Miejsce                             | Zawody                              | Kategoria                           | Drużyna                             | Pozycja                             |
| ----------------------------------- | ----------------------------------- | ----------------------------------- | ----------------------------------- | ----------------------------------- | ----------------------------------- |
| 2013                                | Nusa Dua                            | 41. Mistrzostwa Świata Teamów       | Seniorzy                            | Poland                              | 3                                   |
| 2011                                | Veldhoven                           | 40. Mistrzostwa Świata Teamów       | Seniorzy                            | Poland                              | 3                                   |
| 2010                                | Filadelfia                          | 13. Seria Mistrzostw Świata         | Seniorzy                            | Markowicz                           | 2                                   |
| 2009                                | São Paulo                           | 39. Mistrzostwa Świata Teamów       | Seniorzy                            | Poland                              | 2                                   |
| 2007                                | Szanghaj                            | 38. Mistrzostwa Świata Teamów       | Trans                               | Polish Seniors                      | 52                                  |
| 2007                                | Szanghaj                            | 38. Mistrzostwa Świata Teamów       | Seniorzy                            | Poland                              | 5                                   |
| 2006                                | Werona                              | 12. Mistrzostwa Świata              | Seniorzy                            | Poland                              | 18                                  |
| 2005                                | Estoril                             | 37. Mistrzostwa Świata Teamów       | Seniorzy                            | Poland                              | 9                                   |
| 2005                                | Estoril                             | 37 Mistrzostwa Świata Teamów        | Trans                               | Goraco                              | 30                                  |
| 2002                                | Montreal                            | 11. Mistrzostwa Świata              | Seniorzy                            | Otvosi                              | 4                                   |
| 2001                                | Paryż                               | 35. Mistrzostwa Świata Teamów       | Trans                               | Stobiecki                           | 51                                  |
| 2001                                | Paryż                               | 35. Mistrzostwa Świata Teamów       | Seniorzy                            | Poland                              | 2                                   |
| 2000                                | Southampton                         | 34. Mistrzostwa Świata Teamów       | Trans                               | Krzysztof                           | 19                                  |
| 1994                                | Albuquerque                         | 9. Mistrzostwa Świata               | Open                                | Krzysztof                           | 33                                  |

| Zawody Światowe. Konkurencja par | Zawody Światowe. Konkurencja par | Zawody Światowe. Konkurencja par | Zawody Światowe. Konkurencja par | Zawody Światowe. Konkurencja par | Zawody Światowe. Konkurencja par |
| Rok                              | Miejsce                          | Zawody                           | Kategoria                        | Partner                          | Pozycja                          |
| -------------------------------- | -------------------------------- | -------------------------------- | -------------------------------- | -------------------------------- | -------------------------------- |
| 2010                             | Filadelfia                       | 13. Mistrzostwa Świata           | Seniorzy                         | Roald Ramer                      | 5                                |
| 2006                             | Werona                           | 12. Mistrzostwa Świata           | Seniorzy                         | Włodzimierz Stobiecki            | 16                               |
| 2002                             | Montreal                         | 11. Mistrzostwa Świata           | Seniorzy                         | Wit Klapper                      | 25                               |
| 1994                             | Albuquerque                      | 9. Mistrzostwa Świata            | Open                             | Aleksander Jezioro               | 38                               |

### Zawody europejskie
W europejskich zawodach zdobył następujące lokaty:
| Zawody europejskie. Konkurencja teamów | Zawody europejskie. Konkurencja teamów | Zawody europejskie. Konkurencja teamów | Zawody europejskie. Konkurencja teamów | Zawody europejskie. Konkurencja teamów | Zawody europejskie. Konkurencja teamów |
| Rok                                    | Miejsce                                | Zawody                                 | Kategoria                              | Drużyna                                | Pozycja                                |
| -------------------------------------- | -------------------------------------- | -------------------------------------- | -------------------------------------- | -------------------------------------- | -------------------------------------- |
| 2012                                   | Dublin                                 | 51. Mistrzostwa Europy Teamów          | Seniorzy                               | Poland                                 | 2                                      |
| 2010                                   | Ostenda                                | 50. Mistrzostwa Europy Teamów          | Seniorzy                               | Poland                                 | 1                                      |
| 2009                                   | San Remo                               | 4. Otwarte Mistrzostwa Europy          | Seniorzy                               | Otvosi                                 | 5                                      |
| 2007                                   | Antalya                                | 3. Otwarte Mistrzostwa Europy          | Seniorzy                               | Otvosi                                 | 13                                     |
| 2006                                   | Warszawa                               | 48. Mistrzostwa Europy Teamów          | Seniorzy                               | Poland                                 | 5                                      |
| 2003                                   | Mentona                                | 1. Otwarte Mistrzostwa Europy          | Seniorzy                               | Borewicz                               | 9                                      |
| 2002                                   | Salsomaggiore                          | 46. Mistrzostwa Europy Teamów          | Seniorzy                               | Poland                                 | 5                                      |
| 2001                                   | Teneryfa                               | 45 Mistrzostwa Europy Teamów           | Seniorzy                               | Poland 1                               | 1                                      |

| Zawody europejskie. Konkurencja par | Zawody europejskie. Konkurencja par | Zawody europejskie. Konkurencja par | Zawody europejskie. Konkurencja par | Zawody europejskie. Konkurencja par | Zawody europejskie. Konkurencja par |
| Rok                                 | Miejsce                             | Zawody                              | Kategoria                           | Partner                             | Pozycja                             |
| ----------------------------------- | ----------------------------------- | ----------------------------------- | ----------------------------------- | ----------------------------------- | ----------------------------------- |
| 2011                                | Poznań                              | 5. Otwarte Mistrzostwa Europy       | Seniorzy                            | Aleksander Jezioro                  | 1                                   |
| 2009                                | San Remo                            | 4. Otwarte Mistrzostwa Europy       | Seniorzy                            | Krzysztof Lasocki                   | 3                                   |
| 2007                                | Antalya                             | 3. Otwarte Mistrzostwa Europy       | Seniorzy                            | Krzysztof Lasocki                   | 21                                  |
| 2003                                | Mentona                             | 1. Otwarte Mistrzostwa Europy       | Seniorzy                            | Aleksander Jezioro                  | 3                                   |
| 2001                                | Sorrento                            | 11. Otwarte Mistrzostwa Europy Par  | Seniorzy                            | Krzysztof Lasocki                   | 6                                   |
| 1999                                | Warszawa                            | 10. Otwarte Mistrzostwa Europy Par  | Open                                | Stefan Szenberg                     | 168                                 |
| 1997                                | Haga                                | 9. Otwarte Mistrzostwa Europy Par   | Open                                | Mirosław Miłaszewski                | 31                                  |
| 1996                                | Monte Carlo                         | 4. Mistrzostwa Europy Mikstów       | Miksty                              | Grażyna Wyczółkowska                | 42                                  |
| 1995                                | Rzym                                | 8. Mistrzostwa Europy Par           | Open                                | Grzegorz Gardynik                   | 40                                  |
| 1993                                | Bielefeld                           | 7. Mistrzostwa Europy Par           | Open                                | Julian Klukowski                    | 175                                 |